# Alpen Gold
Альпен Гольд (англ. Alpen Gold) — российский бренд кондитерских изделий, созданный Stollwerck AG для рынков бывших социалистических стран и проданный компании Kraft Foods. Под данной торговой маркой выпускаются шоколад и мороженое. Альпен Гольд — лидер в сегменте плиточного шоколада по итогам 2018 года в России и в свою очередь, он зарабатывает не менее 5 миллиардов долларов.
Продукция компании представлена в России, Казахстане, Киргизии, Белоруссии, Польше, Грузии, Азербайджане, Армении, Монголии, Узбекистане, Таджикистане и Туркменистане. Ранее продавалась в Украине.
Все заводы расположены на территории стран Восточной Европы.

## История
В 1992 году компанией Stollwerck AG был запущен бренд Alpen Gold, предназначенный для российского рынка.
15 июля 1997 года немецкой Stollwerck AG был введён в эксплуатацию завод по производству шоколада в городе Покров Владимирской области, на котором велось производство шоколада Alpen Gold.
В сентябре 2000 года на телевидении появился рекламный ролик (режиссёр — Рубен Туманян), героями которого были гномы, копившие золото в Альпах. Золото было ценно для них, пока однажды они не нашли шоколад «Альпен Гольд». Ролик вышел под слоганом: «Настоящее золото Альп». 
В 2001 году американская компания Kraft Foods Inc. и владелец Stollwerck Ганс Имхофф подписали соглашение о передаче прав на производственные мощности и бренды последней в трех странах: России (Покров), Польше (Познань) и Венгрии (Будапешт). При этом Stollwerck AG продал Kraft Foods Inc. и российский шоколадный бренд Alpen Gold.
В 2009 году под брендом Alpen Gold в продаже появилось бисквитное печенье Chocolife. Ранее оно выпускалось под брендом «Причуда», принадлежавшим компании «Большевик». В конце 2007 года компания «Большевик» была куплена корпорацией Kraft Foods. Печенье было представлено шестью вкусами: груша, апельсин, вишня, клубника, лесные ягоды и абрикос. Кроме того, в продаже появилось песочное печенье, покрытое молочным или тёмным шоколадом (клон этого печенья продаётся в Aшане под названием Auchan Petit Beurre Tablette, но меньшего размера). Ранее оно выпускалось под брендом «Шокобарокко» и принадлежало той же компании, что и бисквитное. С 2012 года печенье начали постепенно снимать с производства. В 2014 году появилось печенье с кусочками шоколада, окончательно заменившее песочное печенье (последний раз оно производилось только с молочным шоколадом, так как печенье с тёмным шоколадом было снято с производства гораздо раньше) и вкусы бисквитного печенья: груша и абрикос. В 2015 году производство бисквитного печенья на фабрике Alpen Gold прекратилось, но его клон продаётся под другими брендами с теми же вкусами, но без лесных ягод. В 2017 году производство печенья с кусочками шоколада также прекратилось, но его клон продаётся под другими брендами. В ассортимент бренда также входили подарочные наборы шоколадных конфет Alpen Gold Composition, но в 2019 году их производство также было завершено.
В сентябре 2012 года вышел рекламный ролик продукции Alpen Gold «Грузовой самолёт», созданный Ogilvy&Mather Russia. Ролик был посвящен выходу нового вкуса шоколада и демонстрировался на национальных телеканалах под слоганом «Оптимизм в твоих руках!»
В декабре 2012 года было выпущено продолжение сентябрьского рекламного ролика под названием «Остров».
В 2014 году Alpen Gold получил серебро премии Effie Awards в номинации «Прорывной запуск суббренда», а в 2015 — бронзу в той же номинации
В 2018 году Alpen Gold запустил новую рекламную кампанию «Твой момент радости». Режиссёром ролика выступил лондонский фотограф Надав Кандер. Задачей стояло показать неподдельные эмоции людей в момент, когда кусочек шоколада тает у них во рту.

## Продукция

### На рынке России

#### Шоколад
Ассортимент бренда включает в себя как минимум 45 вкусов шоколада:
- Alpen Gold молочный шоколад «Фундук»;
- Alpen Gold молочный шоколад «Фундук и Изюм»;
- Alpen Gold молочный шоколад;
- Alpen Gold молочный шоколад «Кокос, инжир и солёный крекер»;
- Alpen Gold молочный шоколад «Арахис и кукурузные хлопья»;
- Alpen Gold белый шоколад с миндалём и кокосовой стружкой;
- Alpen Gold молочный шоколад «Чернично-йогуртовая начинка»;
- Alpen Gold молочный шоколад «Клубнично-йогуртовая начинка»;
- Alpen Gold молочный шоколад «Капучино»;
- Alpen Gold молочный шоколад «Солёный миндаль и карамель»;
- Alpen Gold молочный шоколад «Солёный арахис и крекер»;
- Alpen Gold молочный шоколад «Какао-бобы и карамель»;
- Alpen Gold молочный шоколад «Какао-бобы и черника»;
- Alpen Gold белый шоколад «Пинаколада в белом шоколаде»;
- Alpen Gold DARK тёмный шоколад;
- Alpen Gold DARK тёмный шоколад «Ароматный апельсин»;
- Alpen Gold DARK тёмный шоколад «Пикантная вишня»;
- Alpen Gold тёмный и белый шоколад «Два шоколада»;
- Alpen Gold DARK тёмный шоколад «Фундук»;
- Alpen Gold DARK тёмный шоколад «Дроблёный фундук»;
- Alpen Gold BITTER горький шоколад;
- Alpen Gold Picnic;
- Alpen Gold Max Fun:
  - «Взрывная карамель, мармелад, печенье»;
  - «Мармелад со вкусом колы, попкорн, взрывная карамель»;
  - «Клубника, малина, черника, чёрная смородина, взрывная карамель, шипучие шарики»;
  - «Манго, ананас, маракуйя, взрывная карамель, шипучие шарики»;
  - «Арахис, разноцветные драже, карамель»;
  - Тёмный шоколад «Пряная вишня и золотые цукаты»;
- Alpen Gold Oreo:
  - «Классический чизкейк»;
  - «Молочный шоколад»;
  - «Со вкусом арахисовой пасты»;
  - «Нежная клубника»;
  - «Яркая малина»;
  - «Белый и молочный шоколад»;
  - «Шоколадная начинка»;
  - «Черничная поляна»;
  - «Два шоколада»;
- Alpen Gold Aerated:
  - «Белый пористый»;
  - «Молочный пористый»;
  - «Тёмный пористый»;
- Alpen Gold молочный шоколад Десерт:
  - «Шарлотка»;
  - «Ореховый торт»;
  - «Безе Павлова»;
- Зимняя коллекция:
  - Alpen Gold Max Fun белый шоколад «Снежный вкус апельсина»;
  - Alpen Gold Max Fun молочный шоколад «Морозный имбирь и ароматная корица»;
  - Alpen Gold Max Fun белый шоколад «Зимний ягодный микс».

#### Мороженое
С 2008 года на российском рынке было представлено мороженое Alpen Gold 4 вкусов:
- Эскимо в молочном шоколаде с фундуком;
- Батончик в темном шоколаде Черника;
- Рожок в молочном шоколаде с фундуком;
- Эскимо в темном шоколаде.

С 2018 года его производство начала компания Froneri.

### На рынке Польши
В Польше продукция представлена шоколадными плитками. В сравнении с Россией, в Польше другой ассортимент и дизайн упаковок.
Плитки бывают весом по 100 и 90 грамм, виды: Alpen Gold «Горький с малиновой начинкой», Alpen Gold «Молочный», Alpen Gold «Молочный с карамелью», Alpen Gold «Молочный с орехами», Alpen Gold «Белый», Alpen Gold «Молочный с трюфелем», Alpen Gold «Молочный с клубникой», Alpen Gold «Молочный с изюмом и орехами», Alpen Gold «Extra горький».

### На рынке Украины
В 1996 году Евгений Дверис и Вениамин Демченко купили линию по производству шоколада, на которой выпускали плитки Alpen Gold по лицензии немецкой компании Stollwerсk, однако впоследствии распродали свой бизнес и ушли с рынка.
На рынке Украины, после аннексии Крыма Российской Федерацией, продукция под брендом Alpen Gold не продаётся.
Летом 2022 года, шоколад под брендом Alpen Gold снова был замечен на полках украинских супермаркетов.

## Программа Cocoa Life
Cocoa Life — программа устойчивого развития поставщиков, дает возможность компании закупать какао-бобы из экологически и социально устойчивых источников, увеличивая продуктивность существующих фермерских хозяйств, способствуя укреплению их финансовой стабильности и борясь с уничтожением лесов. К 2025 году компания Mondelēz International намерена перейти к изготовлению продукции Alpen Gold исключительно с использованием какао-сырья, полученного в рамках программы Cocoa Life. Часть брендов компании уже изготавливаются в рамках данной программы. К ним относятся: Milka, Côte D’Or и Cadbury Dairy Milk.